# مامادیش
شهر مامادیش (به روسی: Мамадыш) در کشور روسیه و در جمهوری تاتارستان واقع شده‌است.